# Anton Mayer (Verbandsfunktionär)
Anton Mayer (* 14. Dezember 1888; † nach 1963) war ein deutscher Landwirt und Musikverbandsfunktionär.

## Leben
Mayer war Bauer und Milchkäufer in Altusried (Allgäu). 1911 gründete er den Musikverein Harmonie Altusried und war 42 Jahre lang Kapellenleiter. 1926 war er Gründungspräsident des Allgäuer Musikbundes, zu dem neben seiner eigenen noch fünf weitere regionale Kapellen gehörten. Nach Ende des Zweiten Weltkriegs betrieb er dessen Wiedergründung und war ab 1948 wieder Präsident. 1950 wurde er auch Präsident des neu gegründeten Allgäu-Schwäbischen Musikbundes. Von 1959 bis 1963 war er erster Präsident des Bayerischen Volksmusikbundes.

## Ehrungen
- 1955: Verdienstkreuz am Bande der Bundesrepublik Deutschland